# Zabolotia
Zabolotia (ucraniano: Заболо́ття; polaco: Zabłocie) es un asentamiento de tipo urbano de Ucrania perteneciente al raión de Kóvel de la óblast de Volinia.
En 2022 la localidad tenía 4383 habitantes. Desde 2016 es sede de un municipio, que tiene una población total de unos nueve mil quinientos habitantes e incluye tres pueblos como pedanías: Huta, Zálisy y Tur. El municipio se fundó mediante la unión del antiguo ayuntamiento de Zabolotia con los tres consejos rurales de los tres pueblos, todos los cuales pertenecían hasta 2020 al raión de Ratne.
Se ubica junto al lago Tur, cerca de la frontera con Bielorrusia, unos 20 km al sureste de Malaryta.

## Historia
Se conoce la existencia en documentos de un lugar habitado aquí desde 1501, cuando había dos aldeas llamadas "Starí Zálisy" (actual pedanía de Zálisy) y "Novi Zálisy" (actual Zabolotia). Fue una pequeña localidad rural hasta la década de 1870, cuando se desarrolló como poblado ferroviario al abrirse aquí una estación del ferrocarril de Kóvel a Brest, tramo del ferrocarril de Kiev a Varsovia construido por el Imperio ruso. La RSS de Ucrania le dio el estatus de asentamiento de tipo urbano en 1957.